# Neil Gough
Neil Gough (sinh ngày 1 tháng 9 năm 1981) là một cựu cầu thủ bóng đá người Anh thi đấu ở Football League ở vị trí tiền đạo. Hiện tại ông là trợ lý huấn luyện viên tại Laindon Orient Football Club.